# Strażnica WOP Krowica
Strażnica WOP Krowica – podstawowy pododdział graniczny Wojsk Ochrony Pogranicza.

## Formowanie i zmiany organizacyjne
W sierpniu 1946 strażnice nr 155 i 157 wymaszerowały na tymczasowy postój do m. Wielkie Oczy i działały tam jako grypa operacyjna. Wiosna 1948 strażnica nr 155 przeszła na swój właściwy odcinek graniczny do m. Sołotwina. Pozostała na miejscu strażnica została w lutym 1948 przekazana do sąsiedniej brygady chełmskiej. Na jej miejsce wiosną 1948 powstała nowa strażnica w m. Krowica o tym samym numerze. 
Od 15 marca 1954 wprowadzono nową numerację strażnic. Strażnica IV kategorii otrzymała numer 154.